# Alexander Steen
Alexander Steen (ur. 1 marca 1984 w Winnipeg, Manitoba) – szwedzki hokeista, reprezentant Szwecji, olimpijczyk.

## Życie prywatne
Jego ojciec Thomas Steen był hokeistą grającym w Winnipeg Jets w latach 1981-1995, później został kanadyjskim politykiem. Podczas występów ojca w Kanadzie urodził się tam Alexander. Jego brat Hamilton (ur. 1993). Jego drugi brat Amadeus, zmarł w wieku dwóch miesięcy z powodu choroby serca. Rodzina założyła fundację Amadeus Steen Foundation wspierającą zdrowie niemowląt.
Został ambasadorem fundacji Right to Play, zajmującej się pomocą dzieciom potrzebującym.

## Kariera
- Göteborg 1 (1999-2000)
- Frölunda J18 (1999-2001)
- Frölunda J20 (2000-2003)
- Frölunda HC (2001-2004)
- Modo Hockey (2004-2005)
- Toronto Maple Leafs (2005-2008)
- St. Louis Blues (2008-2020)
  -  Modo Hockey (2012-2013)

Wychowanek kanadyjskiego klubu Winnipeg Monarchs. Od 2008 roku zawodnik St. Louis Blues. W lipcu 2010 roku przedłużył kontrakt z klubem o cztery lata. Od września 2012 do stycznia 2013 roku na okres lokautu w sezonie NHL (2012/2013) związany kontraktem z poprzednim klubem MODO. W grudniu 2013 przedłużył kontrakt z Blues o trzy lata, a we wrześniu 2016 o cztery lata. W grudniu 2020 ogłosił zakończenie kariery wskutek kontuzji.
Uczestniczył w turniejach mistrzostw świata w 2007 oraz zimowych igrzysk olimpijskich 2014.

## Sukcesy
Reprezentacyjne
- Srebrny medal zimowych igrzysk olimpijskich: 2014

Klubowe
- Złoty medal mistrzostw Szwecji: 2003 z Frölunda HC
- Puchar Stanleya: 2019 z St. Louis Blues

Indywidualne
- Elitserien 2002/2003:
  - Årets Junior - najlepszy szwedzki junior sezonu
- Elitserien 2003/2004:
  - Årets Junior - najlepszy szwedzki junior sezonu
- NHL (2006/2007):
  - NHL YoungStars Roster
- NHL (2013/2014):
  - Pierwsza gwiazda miesiąca - październik 2013
  - Viking Award - nagroda dla najlepszego szwedzkiego zawodnika w lidze NHL